# Оскар дел Калчо
Оскар дел Калчо (на италиански: Oscar del calcio) е церемония по връчване на награди за футболисти, треньори и съдии в италианското първенство Серия А. Организира се от Италианската асоциация на футболистите и се провежда от 1997 г.
Категориите са:
- Футболист на годината в Серия А
- Най-добър италиански футболист в Серия А
- Най-добър чуждестранен футболист в Серия А
- Най-добър млад играч в Серия А
- Най-добър вратар в Серия А
- Най-добър защитник в Серия А
- Най-добър треньор в Серия А
- Най-добър рефер в Серия А